# Budești (Bistrița-Năsăud)
Budești is een Roemeense gemeente in het district Bistrița-Năsăud.
Budești telt 2064 inwoners.